# Rodrigo di Valenza
Rodrigo di Valenza è un'opera in due atti di Pietro Generali, su libretto di Felice Romani. La prima rappresentazione ebbe luogo al Teatro alla Scala di Milano nella quaresima del 1817.

## Trama
L'opera segue le truci vicende gotiche relative all'ottuagenario Rodrigo, duca di Valenza, e le sue tre figlie. Due di queste, Elvira e Rodoguna, incolpano Elmonda, la più giovane delle tre, di aver attentato alla vita del padre; questa allora è costretta a fuggire, mentre Rodrigo impazzisce per il dispiacere, il che dà il pretesto alle due figlie di rinchiudere il padre in isolamento, con la complicità dei rispettivi mariti, Osvaldo e Ulrico. Però, con l'aiuto del nobile Ramiro, amante di Elmonda, suo padre Alvaro, e anche Ulrico, pentitosi, Rodrigo e la figlia riescono a ricongiungersi; il padre apprende dunque del tradimento delle figlie e riesce a riprendersi il potere, perdonando infine i traditori.

## Struttura musicale
- Sinfonia

### Atto I
- N. 1 - Introduzione Come nei splendidi (Coro, Elvira, Ulrico, Alvaro, Osvaldo)
- N. 2 - Duetto L'aura che qui respiri (Alvaro, Ramiro)
- N. 3 - Cavatina Ove sono? In qual m'aggiro (Rodrigo, [Osvaldo, Elvira, Ulrico])
- N. 4 - Quintetto Ah! Che fai? Non hai più figlia (Alvaro, Elvira, Ulrico, Osvaldo, Rodrigo)
- N. 5 - Coro Guerrieri, a sorgere
- N. 6 - Coro e Cavatina Illustre vittima - In qual terribil giorno (Elmonda, Coro)
- N. 7 - Duetto Cara! di lampi e folgori (Ramiro, Elmonda)
- N. 8 - Finale I Questa canuta fronte (Rodrigo, Elmonda, Ramiro, Alvaro, Osvaldo, Elvira, Ulrico, Coro)

### Atto II
- N. 9 - Introduzione Possa del sol che in cielo (Coro)
- N. 10 - Terzetto Ella avea sul fior degli anni (Rodrigo, Elmonda, Alvaro)
- N. 11 - Aria Il tuo bel pianto, o cara (Ramiro, [Rodrigo, Alvaro, Elmonda], Coro)
- N. 12 - Aria Ah! destarsi in core io sento (Osvaldo)
- N. 13 - Quintetto Verso il monte Osvaldo corse (Osvaldo, Rodrigo, Elmonda, Alvaro, Coro, Ramiro)
- N. 14 - Aria Ah! se soffrir costante (Elmonda, [Rodrigo, Elvira, Osvaldo], Coro)
- N. 15 - Finale II Oh guerrieri! Oh miei fratelli! (Ramiro, Coro, Osvaldo, Elvira, Ulrico, Elmonda, Alvaro, Rodrigo)